# Zinho Vanheusden
Zinho Vanheusden (Hasselt, 29 de julio de 1999) es un futbolista belga que juega de defensa en el Marbella F. C. de la Primera Federación. Es internacional con la selección de fútbol de Bélgica.

## Selección nacional
Fue internacional sub-15, sub-16, sub-17, sub-18 y sub-19 con la selección de fútbol de Bélgica, y en la actualidad es internacional sub-21. El 8 de octubre de 2020 debutó con la absoluta en un amistoso ante Costa de Marfil que terminó en empate a uno.

## Clubes
| Club                       | País         | Año       |
| -------------------------- | ------------ | --------- |
| Inter de Milán             | Italia       | 2018-2019 |
| Standard de Lieja (cedido) | Bélgica      | 2018-2019 |
| Standard de Lieja          | Bélgica      | 2019-2021 |
| Inter de Milán             | Italia       | 2021-2025 |
| Genoa C. F. C. (cedido)    | Italia       | 2021-2022 |
| AZ Alkmaar (cedido)        | Países Bajos | 2022-2023 |
| Standard de Lieja (cedido) | Bélgica      | 2023-2024 |
| K. V. Mechelen (cedido)    | Bélgica      | 2024-2025 |
| Marbella F. C.             | España       | 2025-     |